# Цаган-Нур (посёлок)
Цаган-Нур (калм. Цаһан Нур) — посёлок (сельского типа) в Октябрьском районе Калмыкии, административный центр Цаган-Нурского сельского муниципального образования. Расположен в 91 км к югу от районного центра посёлка Большой Царын на берегу озера Сарпа (Цаган-Нур)
Население - 826 (2010)

## Название
Название посёлка производно от гидронима Цаган-Нур (калм. Цаһан-Нур), которое имеет монгольское происхождение и переводится с калмыцкого языка как белое озеро (калм. цаһан - белый + калм. нур - озеро). Название отражает цвет кристаллов соли, образующихся на дне расположенного близ посёлка озера Сарпа после его высыхания.

## История
Документальных данных о времени основания села не сохранилось, однако известно, что уже в середине 18 века эта местность была заселена. Население жило по родовому признаку. В урочище Цаган-Нур и близлежащих хотонах жили представители талтахиновского рода (("талтахна тавн зун орк"), Весь талтахинский род делится на 12 десятков: йоксуд, хорнахн, боксуд, яванахн, альмдуд, донгшуд, гелнгуд, болдуд, элжгнахн, чидахн, гаанчахн, хоонуд. Жители села имеют четкое представление о том, к какому десятку они принадлежат, кто стоит во главе их десятка, старейшина, заян ах, почитают знаменитых людей республики, выходцев из этого десятка, знают свою родовую; знают территорию, по которой когда-то кочевал их род.) 
Названного по имени героя Отечественной войны 1812 года, есаула Манка Талтаева.
В 1904 году была открыта начальная школа грамоты в урочище Цаган-Нур Малодербетовского улуса. Поначалу школа была приходской, рассчитанной на 25 мест, помещалась в доме, выделенном местным зайсангом Талтаевым. В 1911 году в селе на народные средства было построено деревянное здание малого хурула Таши Гоманг. В нём служило 17 человек: 7 гелюнгов, 5 гецюлей и 5 манджиков.
29 августа 1929 года на территории поселка был образован колхоз имени III Коминтерна.
В период Великой Отечественной войны на фронт ушло около 500 жителей села: с фронтов не вернулось более 300 человек. В 1942 году у села проходила линия фронта. Этот участок защищала 115-я Кабардино-Балкарская дивизия.
В декабре 1943 года калмыки были депортированы, автономия республики была упразднена, а в январе 1944 года был создан совхоз «Приозерный» Никольского района Астраханской области.
Калмыцкое население стало возвращаться с 1956 года. Посёлок возвращён вновь образованной Калмыцкой автономной области в 1957 году. В 1978 году совхоз «Приозерный» переименован в совхоз «Цаган-Нур», в 1998 году путём преобразования совхоз переименован в СПК «Цаган-Нур», а в 2001 путём реорганизации СПК переименован в СПК «Цаган-Нур-1».

## Физико-географическая характеристика
Посёлок расположен в пределах Сарпинской низменности (северо-западная часть Прикаспийской низменности), на восточном берегу озера Сарпа (Цаган-Нур), на высоте 2 метра над уровнем моря. Рельеф местности равнинный. Со всех сторон посёлок окружён пастбищными угодьями.
По автомобильной дороге расстояние до столицы Калмыкии города Элиста составляет 170 км, до районного центра посёлка Большой Царын - 91 км. К посёлку имеется подъезд от республиканской автодороги Кетченеры - Иджил - Солёное Займище (Астраханская область).
Климат
Климат умеренный резко континентальный (согласно классификации климатов Кёппена  — Bsk), с жарким и засушливым летом и относительно холодной и малоснежной зимой. Среднегодовая температура воздуха положительная и составляет + 9,3 °C. Средняя температура самого холодного месяца января - 6,3 °C, самого жаркого месяца июля + 25,1 °C. Расчётная многолетняя норма осадков — 299 мм. В течение года количество выпадающих осадков распределено относительно равномерно: наименьшее количество осадков выпадает в период с марта по апрель (по 18 мм) и в октябре (19 мм), наибольшее — в июне (33 мм)
Часовой пояс
Цаган-Нур, как и вся Республика Калмыкия, находится в часовой зоне МСК (московское время). Смещение применяемого времени относительно UTC составляет +3:00.

## Население
| 2002 | 2010 |
| ---- | ---- |
| 757  | ↗826 |

Национальный состав
Согласно результатам переписи 2002 года большинство населения посёлка составляли калмыки (97 %)
| Национальность | Численность (2010) | Процент |
| -------------- | ------------------ | ------- |
| Калмыки        | 804                | 97,2%   |
| Русские        | 13                 | 1,6%    |
| Чеченцы        | 4                  | 0,5%    |
| Казахи         | 3                  | 0,4%    |
| Чуваши         | 3                  | 0,4%    |
| Всего          | 827                | 100%    |

## Достопримечательности
- Ступа Просветления. Открыта 1 августа 1999 года. Ступа Просветления – величественный монумент, имеющий ступенчатую форму. Сама Ступа установлена на постаменте, в который заложены «цацы» - 108 гипсовых фигурок Будд. В центре второй ступени – «Троне Лотоса» - установлена металлическая трубка, в которую вложено «Дерево жизни», его ствол  обработан художниками из Тибета, также там хранятся мантры (молитвы) и самовозникающий шарик, обладатель которого защищен от всех несчастий[5].
- Статуя Белого Старца (Цаhан Аав). Возведена в июне 2002 года.
- Бюст Героя Советского Союза Санджирова Н. М. Установлен в 1967 году, скульптор – Санджиев Н. А.
- Памятник  народному поэту Калмыкии Каляеву С. К. Автор: Ботиев С. К.
- Памятник  калмыцкому писателю и поэту Хонинову М. В. Установлен в 2009 году, скульптор: Ванькаев Г.
- Мемориал погибшим воинам-односельчанам. Возведен в 1989 году.
- Мемориал «Стена Скорби», посвященный памяти умерших односельчан в годы депортации. Открыт в 2003 году, в 60-ю годовщину депортации калмыков. Автор: Ботиев С. К. Тринадцать колонн и камней символизируют тринадцать лет депортации, в центре установлен круг, на котором изображены колосья ржи, соль и мерзлая картошка как память тех ужасных лет, объединяет композицию Стена Скорби, на которой изображены горящая лампада, товарный поезд, на котором увозили калмыков, выбиты ниши, куда каждый год 28 февраля жители поселка устанавливают лампады, приносят чай и борцоки, поминая умерших[5].
- Обелиск на могиле воинов 115 Кабардино-Балкарской кавалерийской дивизии. Установлен в 1969 году.

## Известные люди
- Каляев Санджи Каляевич - советский калмыцкий писатель, фольклорист, переводчик, литературовед, драматург, народный поэт Калмыкии, один из основателей современной калмыцкой литературы.
- Санджиров Николай Мартынович - герой Советского Союза, участник Великой Отечественной войны.
- Хонинов Михаил Ванькаевич - советский калмыцкий поэт, прозаик, драматург, переводчик, общественный деятель, участник Великой Отечественной войны, участник партизанского движения в Белоруссии.